# Những bài ca không quên
Dạ khúc cho tình nhân 3 – Những bài ca không quên, thường được gọi ngắn gọn là Những bài ca không quên, là một album phát hành năm 2010 của nam ca sĩ người Việt Nam Đàm Vĩnh Hưng. Đây là album thứ ba trong loạt album Dạ khúc cho tình nhân, được thực hiện theo xu hướng hát lại các ca khúc xưa cũ của thị trường âm nhạc Việt Nam.

## Sản xuất
Album Những bài ca không quên gồm hai CD với 10 bài hát cho mỗi CD. Trong đó, CD 1 bao gồm các ca khúc có đề tài cách mạng và quê hương, và CD 2 bao gồm những ca khúc về tình người, tình yêu; tất cả các bài hát được sáng tác trong thập niên 1980 và 1990.  Album được đính kèm booklets với những hình ảnh của Đàm Vĩnh Hưng từ khi mới vào nghề, những hình ảnh này do bạn bè và người hâm mộ sưu tầm và tặng lại anh.
Sau thành công của Dạ khúc cho tình nhân 2 - Qua cơn mê, Đàm Vĩnh Hưng tiếp tục chọn nhạc sĩ Minh Mẫn là người hòa âm cho album Dạ khúc cho tình nhân lần này.

### Danh sách ca khúc
| CD 1 | CD 1                   | CD 1                                           | CD 1       |
| STT  | Nhan đề                | Sáng tác                                       | Thời lượng |
| ---- | ---------------------- | ---------------------------------------------- | ---------- |
| 0.   | "Lời nói đầu"          |                                                |            |
| 1.   | "Bài ca không quên"    | Phạm Minh Tuấn                                 |            |
| 2.   | "Quê hương"            | nhạc: Giáp Văn Thạch, thơ: Đỗ Trung Quân       |            |
| 3.   | "Huyền thoại mẹ"       | Trịnh Công Sơn                                 |            |
| 4.   | "Huế tình yêu của tôi" | nhạc: Trương Tuyết Mai, thơ: Đỗ Thị Thanh Bình |            |
| 5.   | "Hồng Ngự mang tên em" | Tô Thanh Tùng                                  |            |
| 6.   | "Ngõ vắng xôn xao"     | Trần Quang Huy                                 |            |
| 7.   | "Người hàng xóm"       | nhạc Tô Thanh Tùng, thơ: Nguyễn Bính           |            |
| 8.   | "Phượng hồng"          | nhạc: Vũ Hoàng,thơ: Đỗ Trung Quân              |            |
| 9.   | "Chiều hạ vàng"        | Nguyễn Bá Nghiêm                               |            |
| 10.  | "Cám ơn mùa thu"       | Thanh Tùng                                     |            |

| CD 2 | CD 2                             | CD 2                                            | CD 2       |
| STT  | Nhan đề                          | Sáng tác                                        | Thời lượng |
| ---- | -------------------------------- | ----------------------------------------------- | ---------- |
| 1.   | "Lời tỏ tình mùa xuân"           | Thanh Tùng                                      |            |
| 2.   | "Mùa xuân bên cửa sổ"            | nhạc: Xuân Hồng, thơ: Song Hảo                  |            |
| 3.   | "Hương thầm"                     | nhạc: Vũ Hoàng, thơ: Phan Thị Thanh Nhàn        |            |
| 4.   | "Xa vắng"                        | Nguyễn Văn Hiên                                 |            |
| 5.   | "Cô bé u sầu"                    | Nguyễn Ngọc Thiện                               |            |
| 6.   | "Cây điệp vàng"                  | nhạc: Nguyễn Ngọc Thiện, thơ: Nguyễn Thái Dương |            |
| 7.   | "Mùa chim én bay"                | nhạc: Hoàng Hiệp, thơ: Diệp Minh Tuyền          |            |
| 8.   | "Mặt Trời bé con"                | Trần Tiến                                       |            |
| 9.   | "Chuyện đời xưa, chuyện đời nay" | Thế Hiển                                        |            |
| 10.  | "Quê hương tình yêu và tuổi trẻ" | Quốc Dũng                                       |            |

## Phát hành
Buổi họp báo ra mắt Dạ khúc cho tình nhân 3 – Những bài ca không quên được tổ chức ngày 8 tháng 9 năm 2010. Dù không có ca khúc nào gợi nhắc đến Hà Nội nhưng album này lại được Đàm Vĩnh Hưng phát hành chính thức từ ngày 14 tháng 9 năm 2010 nhân dịp Đại lễ 1000 năm Thăng Long – Hà Nội. Sau đó vào ngày 17 tháng 9, một buổi biểu diễn có tên gọi “Đàm Vĩnh Hưng và những bài ca không quên” đã được diễn ra tại Café sách Phương Nam, thành phố Nha Trang.

## Đón nhận

### Giải thưởng
Trong liveshow tháng 10 của Album vàng 2010, với hơn 90% số phiếu bình chọn của Hội đồng nghệ thuật, Những bài ca không quên trở thành album đầu tiên giành giải Album Nghệ thuật xuất sắc của tháng sau bốn đêm liên tiếp không có album nào đạt giải này. Album đã được Đàm Vĩnh Hưng đưa đi đề cử để tranh giải Cống hiến với sự tự tin sẽ giành giải Album xuất sắc, nhưng cuối cùng anh lại không có tên trong danh sách đề cử.
| Năm  | Giải thưởng     | Đề cử                              | Kết quả   | Chú thích |
| ---- | --------------- | ---------------------------------- | --------- | --------- |
| 2010 | Album vàng 2010 | Album nghệ thuật xuất sắc tháng 10 | Đoạt giải | [ 17 ]    |
| 2011 | Album vàng 2010 | Album nghệ thuật xuất sắc năm      | Đoạt giải | [ 18 ]    |

| Năm  | Giải thưởng   | Đề cử                       | Hạng mục                              | Kết quả   | Chú thích |
| ---- | ------------- | --------------------------- | ------------------------------------- | --------- | --------- |
| 2011 | Mai Vàng 2010 | Ca khúc "Mùa chim én bay"   | Nam ca sĩ nhạc nhẹ được yêu thích     | Đoạt giải | [ 19 ]    |
| 2011 | Mai Vàng 2010 | Ca khúc "Bài ca không quên" | Ca sĩ hát nhạc truyền thống cách mạng | Đoạt giải | [ 19 ]    |

### Nhầm tên tác giả
Sau khi được giới thiệu trong liveshow tháng 10 của Album vàng 2010, nhạc sĩ Trần Tiến – một thành viên trong Hội đồng nghệ thuật – đã phát hiện ca khúc "Mặt Trời bé con" do ông sáng tác được ghi trên bìa CD với tên người viết lời ca khúc là Bùi Hoàng Cầm. Nhạc sĩ cho biết chính mình là người sáng tác cả phần nhạc và phần lời cho bài hát này, đồng thời khẳng định không biết Bùi Hoàng Cầm là ai; ông cũng nhấn mạnh rằng Đàm Vĩnh Hưng đã hát sai lời ca khúc.